# 1996–1997-es kupagyőztesek Európa-kupája
A KEK 1996–1997-es szezonja volt a kupa 37. kiírása. A győztes a spanyol FC Barcelona lett, miután a döntőben 1–0-ra legyőzte a PSG együttesét.

## Selejtező
| 1. csapat              | Össz.                 | 2. csapat                  | 1. mérk. | 2. mérk.   |
| ---------------------- | --------------------- | -------------------------- | -------- | ---------- |
| MPKC Mazir             | 2–3                   | KR Reykjavík               | 2–2      | 0–1        |
| Shelbourne FC          | 2–5                   | SK Brann                   | 1–3      | 1–2        |
| Llansantffraid         | 1–6                   | Ruch Chorzów               | 1–1      | 0–5        |
| Kispest-Honvéd FC      | 2–0                   | FK Sloga Jugomagnat        | 1–0      | 1–0        |
| NK Varteks             | 5–1                   | US Luxembourg              | 2–1      | 3–0        |
| Universitāte Rīga      | 2–2 (11-esekkel: 2–4) | FC Vaduz                   | 1–1      | 1–1 (h.u.) |
| Glentoran FC           | 1–10                  | AC Sparta Praha            | 1–2      | 0–8        |
| Dinamo Batumi          | 9–0                   | HB Tórshavn                | 6–0      | 3–0        |
| Tallinna Sadam         | 2–2 (ig.)             | Niva Vinnicja              | 2–1      | 0–1        |
| Chemlon Humenné        | 3–0                   | Flamurtari Vlorë           | 1–0      | 2–0        |
| FC Sion                | 4–2                   | Kareda Šiauliai            | 4–2      | 0–0        |
| NK Olimpija            | 1–1 (11-esekkel: 4–3) | Levszki Szofija            | 1–0      | 0–1 (h.u.) |
| Crvena zvezda          | 1–1 (ig.)             | Hearts                     | 0–0      | 1–1        |
| Qarabağ Ağdam          | 1–2                   | MyPa                       | 0–1      | 1–1 (h.u.) |
| Kotajk Abovjan         | 1–5                   | AÉK Lárnakasz              | 1–0      | 0–5        |
| Constructorul Chişinău | 3–3 (ig.)             | Hapóél Ironi Rishon leZion | 1–0      | 2–3        |
| Valletta               | 2–4                   | Gloria Bistrița            | 1–2      | 1–2        |

## Első forduló
| 1. csapat              | Össz.     | 2. csapat              | 1. mérk. | 2. mérk.   |
| ---------------------- | --------- | ---------------------- | -------- | ---------- |
| Nîmes Olympique        | 5–2       | Kispest-Honvéd         | 3–1      | 2–1        |
| SK Sturm Graz          | 3–3 (ig.) | AC Sparta Praha        | 2–2      | 1–1        |
| FC Barcelona           | 2–0       | AÉK Lárnakasz          | 2–0      | 0–0        |
| Constructorul Chişinău | 0–5       | Galatasaray SK         | 0–1      | 0–4        |
| Kaiserslautern         | 1–4       | Crvena zvezda          | 1–0      | 0–4 (h.u.) |
| MyPa                   | 1–4       | Liverpool FC           | 0–1      | 1–3        |
| FC Sion                | 6–0       | Niva Vinnicja          | 2–0      | 4–0        |
| AGF                    | 1–1 (ig.) | NK Olimpija            | 1–1      | 0–0        |
| Cercle Brugge          | 3–6       | SK Brann               | 3–2      | 0–4        |
| KR Reykjavík           | 1–2       | AIK                    | 0–1      | 1–1        |
| SL Benfica             | 5–1       | Ruch Chorzów           | 5–1      | 0–0        |
| AÉK                    | 3–1       | Chemlon Humenné        | 1–0      | 2–1        |
| Gloria Bistrița        | 1–2       | ACF Fiorentina         | 1–1      | 0–1        |
| FC Dinamo Batumi       | 1–4       | PSV Eindhoven          | 1–1      | 0–3        |
| FC Vaduz               | 0–7       | Paris Saint-Germain FC | 0–4      | 0–3        |
| FK Lokomotyiv Moszkva  | 2–2 (ig.) | NK Varteks             | 1–0      | 1–2        |

## Második forduló
| 1. csapat       | Össz. | 2. csapat              | 1. mérk. | 2. mérk. |
| --------------- | ----- | ---------------------- | -------- | -------- |
| FC Sion         | 4–8   | Liverpool FC           | 1–2      | 3–6      |
| Nîmes Olympique | 2–3   | AIK                    | 1–3      | 1–0      |
| ACF Fiorentina  | 3–2   | Sparta Praha           | 2–1      | 1–1      |
| NK Olimpija     | 0–6   | AÉK                    | 0–2      | 0–4      |
| SK Brann        | 4–3   | PSV Eindhoven          | 2–1      | 2–2      |
| FC Barcelona    | 4–2   | Crvena zvezda          | 3–1      | 1–1      |
| SL Benfica      | 4–2   | Lokomotyiv Moszkva     | 1–0      | 3–2      |
| Galatasaray     | 4–6   | Paris Saint-Germain FC | 4–2      | 0–4      |

## Negyeddöntő
| 1. csapat              | Össz. | 2. csapat      | 1. mérk. | 2. mérk. |
| ---------------------- | ----- | -------------- | -------- | -------- |
| SL Benfica             | 1–2   | ACF Fiorentina | 0–2      | 1–0      |
| Paris Saint-Germain FC | 3–0   | AÉK            | 0–0      | 3–0      |
| SK Brann               | 1–4   | Liverpool FC   | 1–1      | 0–3      |
| FC Barcelona           | 4–2   | AIK            | 3–1      | 1–1      |

## Elődöntő
| 1. csapat              | Össz. | 2. csapat      | 1. mérk. | 2. mérk. |
| ---------------------- | ----- | -------------- | -------- | -------- |
| FC Barcelona           | 3–1   | ACF Fiorentina | 1–1      | 2–0      |
| Paris Saint-Germain FC | 3–2   | Liverpool FC   | 3–0      | 0–2      |

## Döntő
| 1997. május 14. |

| FC Barcelona           | 1–0   | Paris Saint-Germain |
| ---------------------- | ----- | ------------------- |
| Ronaldo 37' (11-esből) | (1–0) |                     |

| Feijenoord Stadion, Rotterdam Nézőszám: 52 000 Játékvezető: Markus Merk (német) |

| Az 1996–1997-es kupagyőztesek Európa-kupája győztese |
| ---------------------------------------------------- |
| FC Barcelona 4. cím                                  |

## Lásd még
- 1996–1997-es UEFA-bajnokok ligája
- 1996–1997-es UEFA-kupa
- 1996-os Intertotó-kupa